# Daedalina
Daedalina là một chi bướm đêm thuộc họ Noctuidae.